# Majka svih Naroda
Majka svih naroda ili Gospa svih Naroda je naziv za Blaženu Djevicu Mariju u nizu Marijinih ukazanja, poznatih kao amsterdamska ukazanja, Idi Peerdeman u Amsterdamu u Nizozemskoj. 
Katolička vjernica - laikinja Ida Peerdeman ( Alkmaar,  1905. — Amsterdam, 1996.) imala je ukupno 207 vizija, od kojih je prvih 56 uključivalo Djevicu Mariju i počele su 25. ožujka 1945. Nakon što su vizije Blažene Djevice Marije prestale 31. svibnja 1959., Peerdeman je tvrdila da je imala 151 "euharistijsko iskustvo" 26 godina, gdje je dobivala božanska otkrivenja, obično tijekom Mise.
Slijedom svojih ukazanja, dala je Ida Peerdman načiniti novi prikaz sv. Marije radi čašćenja Bogorodice pod naslovom "Majka svih naroda" (nizozemski "Vrouwe van alle Volkeren") i preporučila moliti kratku molitvu za zaštitu svih naroda svijeta. Katolička crkva je službeno odobrila korištenje tog prikaza, Marijinog novog naslova i molitve, ali je odbila potvrditi da je riječ o nadnaravnim ukazanjima. 

## Ida Peerdeman
Ida Peerdeman rođena je 13. kolovoza 1905. u gradu Alkmaaru u Nizozemskoj. Najmlađa je od petero braće i sestara. Bila je prosječna žena koja je radila u tvornici parfema. Prvo od 56 ukazanja dogodilo se u ožujku 1945. Ida je tvrdila da je vidjela Djevicu Mariju dok je bila sa svojim sestrama i obiteljskim prijateljem svećenikom Freheom, razgovarajući o ratu i mogućnostima u budućnosti. Ida se sjetila da je vidjela svjetlo iz kuta sobe. Do nje je došla žena koja se objavila kao "Gospa svih Naroda" i naložila joj da ponovi sve što joj je rekla, a svećenik Frehe uputio je njenu sestru da zapiše svaku riječ.
Prvih 25 poruka, između 1945. i 1950. godine, tipično su apokaliptično formulirana upozorenja protiv komunizma, ateizma i modernizma. Ubrzo nakon objavljivanja dogme o Marijinu Uznesenju na nebo 1950. godine, poruke su se promijenile. Djevica je zatražila da se naslika njezina slika. Sliku je 1951. godine izradio njemački umjetnik Heinrich Repke prema viziji. Na slici Majka svih Naroda, ima oko sebe mnoge ovce (ljudi) koji pod zrakama (milosti) Duha Svetoga, postaju bijele, čiste, vjerne, i radosne. Gospa stojeći na kugli zemaljskoj time daje na znanje da je Kraljica i Majka svih ljudi. Zrake iz njezinih ruku govore da je Posrednica svih Gospodinovih milosti.
Ida Peerdeman umrla je 1996. godine.
Dana, 31. svibnja 1996., nakon što se savjetovao s Kongregacijom za nauk vjere, biskup iz Haarlema-Amsterdama msgr. H. Bomers, zajedno s pomoćnim biskupom,  mons. J. M. Puntom, dao je dozvolu za javno štovanje Blažene Djevice Marije pod nazivom “Gospa svih naroda”. 15. rujna 2020. god. biskup Punt je u posebnom priopćenju naglasio da u dogovoru s Vatikanom on nije izdao mišljenje da su poruke Ide Peerdman nadnaravnog podrijetla, nego je izdana dozvola i preporuka da se može častiti prikaz sv. Marije načinjen prema kazivanju Ide Peerdman, da se može koristiti za sv. Mariju naslov "Majka svih naroda"  i da se može moliti molitva prema obrascu kojega je dala Ida Peerdman. Ukazuje biskup Punt u tom svojem dopisu da je međutim 1984. god. u Japanu biskup Ivan Shojiro Ito izdao ocjenu o nadnaravnom uzroku pojava povezani uz jedan prikaz (statuu) Majke svih naroda u samostanu u japanskom mjestu Akita.

## Ukazanja Majke svih naroda u Akiti
1973 je katolička časna sestra Agnes Katsuko Sasagawa u gradu Akiti u Japanu prijavila ukazanja koja je primila prigodom molitve pred nedavno u samostanu primljene statue Majke svih naroda. Televizijske kamere su snimile suze koje izlaze iz drvene statue, te su katolički vjernici počeli hodočastiti i moliti pred statuom. U čak 101 ukazanja je s. Agnes primila pozive da vjernici mole za okajanje grijeha koji se po svijetu navelike čine, kako bi odvratili od svih naroda posljedice tih grijeha, zbog kojih bi mnogi svećenici mogli izgubiti Božje milosti koje ih drže u njihovim zavjetima i napustiti svoju svećeničku službu.
1984. godine je lokalni biskup Ivan Shojiro Ito pastoralnim pismom vjernicima svoje biskupije preporučio hodoćašćenje prikazu Majke svih naroda u Akiti, iznijevši ocjenu da je s. Agnes primila nadnaravna ukazanja i poruke.

## Zahtjev da se proglasi nova dogma o suotkupiteljstvu Marijinom
Štovatelji Gospe svih Naroda tvrde da je Gospa tražila petu i konačnu marijansku dogmu o njoj kao Suotkupiteljici, Posrednici i Zagovornici. Dosadašnje četiri dogme o Blaženoj Djevici Mariji proglašene u Katoličkoj Crkvi su: o njenom Bezgrješnom začeću, o njenoj trajnoj nevinosti, o njoj kao Majci Božjoj i o njenom Uznesenju na nebo.

## Službeno stajalište Katoličke Crkve, 2020.
Dikasterij za nauk vjere je 2020. godine izdao priopćenje, kojim nalaže da se u Crkvi ne smije promovirati ukazanja Idi Peerdman kao nadnaravna, ali dopušta da se časti prikaz Majke svih naroda i da se moli molitva koju je predložila Ida Peerdman. "Korištenje prikaza i molitve ne može se na bilo koji način smatrati priznanjem - čak ni implicitno - nadnaravnosti tih događaja", poručuje Dikasterij.

## Molitva
Ida Peerdeman je iskazala da je od Svete Marije u ukazanju primila molitvu koja se preporučuje moliti vjernicima:
```
"Gospodine Isuse Kriste, Sine Očev, pošalji sada svoga Duha na zemlju. Daj da se Duh Sveti nastani u srcima svih naroda, kako bi bili sačuvani od degeneracije, nesreća i rata. Neka Majka svih naroda, blažena Djevica Marija, bude našom zagovornicom. Amen."
[
9
]
```